# حالات و مقامات م. امید
حالات و مقامات م. امید کتابی است از محمّدرضا شفیعی کدکنی پیرامون شاعر نامدار معاصر، مهدی اخوان ثالث، که در سال ۱۳۹۰ منتشر شده‌است.

## معرفی
بخش ابتدایی کتاب مربوط به زندگی‌نامهٔ اخوان ثالث است، و بخش‌های دوم تا چهارم به تحلیل اشعار اخوان در مجموعه‌شعرِ از این اوستا اختصاص دارد. شفیعی کدکنی در این اثر نیز انتقاداتی به احمد شاملو دارد، چنان‌که در کتابِ با چراغ و آینه نیز نقدی بر آثار شاملو ذکر کرده‌است.